# 早乙女のどか
早乙女のどか（さおとめ のどか）は、高橋留美子の漫画作品及びそれを原作とするアニメ『らんま1/2』の登場人物。
担当声優は池田昌子。

## 概要
本作品の主人公、早乙女乱馬の母親であり早乙女玄馬の妻。夫・玄馬が幼少の乱馬を連れて修行の旅に出る際、夫婦間で「乱馬が男の中の男に育たなければ、父子揃って切腹する」という誓いを交わした。そのため、乱馬が男らしく育っていなかった場合、自身が父子の介錯を務め、返す刀で後を追う覚悟を抱いている。

## 人物
和服が似合う美女。息子・乱馬とは外見が似ている。料理や裁縫が得意な良妻。性格は淑やかで真面目で一途なところがあるが、やや天然な面も見られる。また攻撃的な面もあり、玄馬が幼少の乱馬を連れ出そうとしたとき、玄馬を何度も鈍器で叩いて抵抗したこともある。
玄馬と乱馬が修行の旅から戻ってくるのを楽しみに待っている。しかし同時に、父子がいつ切腹してもいいように介錯用の日本刀を刀袋に入れて常に持ち歩いている。そのため、乱馬を呪泉郷で水を被ると女になる特異体質にしてしまった玄馬は、切腹を恐れて天道家に身を寄せて居候をし、のどかと乱馬を会わせないよう躍起になる。のどかが初めて天道家を訪れる前に乱馬と再会しているが、その時の乱馬は女の姿であったため乱馬とは気が付かず、乱馬も自分の母親だとは思わなかった。そして、のどかが天道家を初めて訪れた時に夫婦の2人の間で交わされた誓いを知った乱馬が許嫁の天道あかねの従妹「乱子」と名乗ったことで当面の切腹の危機を凌ぐことになる。これ以降、本当の正体が明かされるまでのどかと会う時は、乱馬は「乱子」、玄馬は「乱子」のペットのパンダとして通すことになる。
早乙女家の墓所での墓参の際に元の姿の乱馬と玄馬に初めて再会するが、再会直後に親子3人とも海に転落。乱馬が「乱子」と同一人物であったと知る。乱馬と玄馬の特異体質が分かった後、乱子の時の言動が男らしかったため、2人は切腹を免れることになる。再会後、2人を天道家から自宅に迎えて再び3人で暮らすことになるが、シャンプー、久遠寺右京、九能小太刀に自宅を壊されてしまったため、一家で天道家に居候することになる。
のどかが思う「男らしさ」の基準はかなり偏っている。天道なびきから乱馬が普段から風呂ののぞきをしていると聞いて「女の子の裸に興味があるのは健全で男らしい」と感動していたこともある。逆に乱馬がいじけていたり、女装をしているところを見ると「男らしくない」と判断して介錯用の日本刀を用意する。
夫・玄馬とは仲がよく、新婚旅行では温泉郷の木に相合傘のいたずら書きを残している。また、玄馬と乱馬に冬の山籠もりに備えてドテラを縫っているが、天道家を訪れてからは乱馬との再会への思いが強くなったこともあって、玄馬が乱馬に嫉妬するところがある。また、玄馬と乱馬の2人と本当の再会をした後、再び自宅で親子3人で暮らす時に玄馬を天道家に忘れてしまったり、乱馬を騙った公紋竜から「親父が死んだ」と言われた時も少し驚いただけですぐに普通の会話に戻っている。ほかにも玄馬が水を被るとパンダになる特異体質と分かる前に風呂場で玄馬の姿を一瞬見た時に「眼鏡をかけた変なおじさんが見えたような気がした」と言って、パンダになった玄馬に『お前亭主に向かって』とプラカードを出されたこともある。